# Cristian Fabbiani
Cristian Fabbiani (teljes nevén Cristian Gastón Fabbiani; Ciudad Evita, 1983. szeptember 3. –) argentin labdarúgó. Jelenlegi klubja az Independiente Rivadavia az argentin labdarúgó-bajnokság másodosztályában, a Primera B Nacionalban.

## Sikerei, díjai
CFR Cluj
- Román bajnokság
  - bajnok: 2007–2008
- Román kupa
  - bajnok: 2007–2008